# Clash (film, 2016)
Pour les articles homonymes, voir Clash.
Pour plus de détails, voir Fiche technique et Distribution.
Clash (Eshtebak) est un film égyptien réalisé par Mohamed Diab, sorti en 2016. Le film a été projeté au Festival de Cannes 2016 dans la section Un certain regard. Le film a fait l'objet d'une certaine censure.

## Synopsis
Égypte, 2013. Le président égyptien Mohamed Morsi, membre des frères musulmans et démocratiquement élu un an auparavant (après la révolution du printemps arabe de 2011), est renversé par l'armée au lendemain d'une manifestation massive contre le pouvoir et les frères musulmans. Le film prend place pendant les contre-manifestations de soutien au président déchu et aux frères musulmans, réprimées par la police. L'action se déroule dans un fourgon de police où sont internés pendant une journée des citoyens de toute tendance politique : des citoyens soutenant la police arrêtés par erreur, et des frères musulmans ou sympathisants. Des affrontements violents se déroulent dans ce huis clos (d'où le titre du film), révélant petit à petit des personnalités moins caricaturales.

## Fiche technique
- Titre original : Eshtebak
- Titre français : Clash
- Réalisation : Mohamed Diab
- Scénario : Mohamed Diab et Khaled Diab
- Direction de la photographie : Ahmed Gabr
- Chef monteur : Ahmed Hafez
- Directeur artistique : Hend Haidar et Sarah Goher
- Chef décorateur : Hend Haider
- Ingénieur du son : Ahmed Adnan
- Sociétés de production : Sampek Productions
- Coproduction : Rotana Film Production, Mad Solutions, Arte France Cinéma, Film Clinic, Emc Pictures, Niko Films
- Société de distribution : Rotana Studios, Mad Solutions, Pyramide Distribution
- Pays d'origine :  Égypte
- Langue originale : Arabe
- Durée : 97 minutes
- Dates de sortie :
  - France : 12 mai 2016 (Festival de Cannes) ; 14 septembre 2016 (sortie nationale)
  - Égypte : 27 juillet 2016
  - Suisse romande : 14 septembre 2016
  - Belgique : 11 janvier 2017

## Distribution
- Nelly Karim
- Hani Adel
- Tarek Abdel Aziz
- Ahmed Malek